# Euchiton limosus
Euchiton limosus là một loài thực vật có hoa trong họ Cúc. Loài này được (D.G.Drury) Holub mô tả khoa học đầu tiên năm 1974.